# غيلبرت روبرت بيفيريدغ
غيلبرت روبرت بيفيريدغ (بالإنجليزية: Gilbert Robert Beveridge)‏ هو مهندس معماري أسترالي، ولد في 28 فبراير 1903، وتوفي في 1958.